# 科斯馬奇 (博戈羅德恰尼區)
48°44′59″N 24°22′7″E / 48.74972°N 24.36861°E
科斯馬奇（烏克蘭語：Космач），是烏克蘭西部的村莊，隸屬伊萬諾-弗蘭科夫斯克州的伊萬諾-弗蘭科夫斯克區。該村始建於1785年，面積17平方公里，2001年人口1,517。